# Spirostreptus pachyurus
Spirostreptus pachyurus är en mångfotingart som beskrevs av Pocock 1894. Spirostreptus pachyurus ingår i släktet Spirostreptus och familjen Spirostreptidae. Inga underarter finns listade i Catalogue of Life.